# Lamberville (Sena Marítim)
Lamberville és un municipi francès situat al departament del Sena Marítim i a la regió de Normandia. L'any 2007 tenia 162 habitants.

## Demografia

### Població
El 2007 la població de fet de Lamberville era de 162 persones. Hi havia 60 famílies de les quals 12 eren unipersonals (8 homes vivint sols i 4 dones vivint soles), 24 parelles sense fills i 24 parelles amb fills.
La població ha evolucionat segons el següent gràfic:
Habitants censats

### Habitatges
El 2007 hi havia 75 habitatges, 60 eren l'habitatge principal de la família, 10 eren segones residències i 5 estaven desocupats. Tots els 75 habitatges eren cases. Dels 60 habitatges principals, 42 estaven ocupats pels seus propietaris, 15 estaven llogats i ocupats pels llogaters i 3 estaven cedits a títol gratuït; 10 tenien tres cambres, 12 en tenien quatre i 38 en tenien cinc o més. 52 habitatges disposaven pel capbaix d'una plaça de pàrquing. A 28 habitatges hi havia un automòbil i a 30 n'hi havia dos o més.

## Economia
El 2007 la població en edat de treballar era de 104 persones, 80 eren actives i 24 eren inactives. De les 80 persones actives 76 estaven ocupades (42 homes i 34 dones) i 4 estaven aturades (1 home i 3 dones). De les 24 persones inactives 7 estaven jubilades, 8 estaven estudiant i 9 estaven classificades com a «altres inactius».

### Ingressos
El 2009 a Lamberville hi havia 63 unitats fiscals que integraven 169 persones, la mediana anual d'ingressos fiscals per persona era de 17.009 €.

### Activitats econòmiques
Dels 5 establiments que hi havia el 2007, 1 era d'una empresa extractiva, 1 d'una empresa de construcció, 1 d'una empresa de comerç i reparació d'automòbils, 1 d'una empresa d'hostatgeria i restauració i 1 d'una empresa classificada com a «altres activitats de serveis».
L'únic servei als particulars que hi havia el 2009 era un saló de bellesa.
L'any 2000 a Lamberville hi havia 6 explotacions agrícoles que ocupaven un total de 201 hectàrees.

## Poblacions més properes
El següent diagrama mostra les poblacions més properes.